# Флаг Георгиевского городского округа
Флаг Георгиевского городского округа — опознавательно-правовой знак, составленный и употребляемый в соответствии с вексиллологическими правилами, служащий официальным символом муниципального образования.
Ныне действующий флаг утверждён 26 июня 2009 года как флаг городского округа города Георгиевска и внесён в Государственный геральдический регистр Российской Федерации с присвоением регистрационного номера 5059.
С 1 июня 2017 года городской округ Георгиевск и все муниципальные образования Георгиевского района были объединены в Георгиевский городской округ, который продолжил использовать официальные символы города Георгиевска — герб и флаг.

## Описание
Флаг города Георгиевска представляет собой пурпурное полотнище с соотношением сторон 2:3, полностью повторяющее геральдическую композицию герба.— Решение Думы города Георгиевска от 26 июня 2009 года № 300-29
Описание герба гласит: «В пурпурном щите в проёме арки ворот золотой крепостной, стенозубчатой в кладку башни о пяти зубцах и с двумя бойницами, Святой Великомученик Георгий Победоносец в серебряном одеянии, в червлёном плаще, с золотыми нимбом и диадемой в коричневых волосах на серебряном коне с червлёной сбруей, золотым копьём, попирающий серебряного дракона».

## История

### Флаг 1998 года
3 декабря 1997 года решением Совета депутатов города Георгиевска организовано проведение конкурса на разработку городской символики. По его итогам лучшим проектом флага (эскиз и идея) был признан вариант, представленный В. В. Дмитриевым.
15 июля 1998 года, рассмотрев материалы, представленные комиссией по разработке официальной символики города Георгиевска и результаты конкурса на лучший эскиз и идею флага города Георгиевска, депутаты горсовета утвердили Положение о флаге города Георгиевска, описание и рисунок флага. Также было решено ввести флаг Георгиевска в официальную символику города с 1 августа 1998 года. Описание этого флага выглядело следующим образом:

Флаг города Георгиевска представляет собой двухстороннее прямоугольное полотнище голубого цвета с изображением на нём белого креста прямой формы. Отношение ширины флага к его длине 2:3. Пропорции размеров сторон креста к размеру полотнища по вертикали 3:2:3, по горизонтали 5:2:5. В центре креста цветное или монохромное, в золотом цвете, изображение герба города Георгиевска. Отношение ширины флага к высоте герба 8:3. Отношение длины флага к ширине герба 5:1.— Решение Совета депутатов города Георгиевска от 15 июля 1998 № 44-8
Голубой цвет полотнища символизировал цвет знамени Терского казачьего войска, более двух столетий несущего охрану рубежей России на Кавказе. Белый крест олицетворял православную веру терских казаков. Белый цвет — это чистота намерений и помыслов, миролюбие и мудрость; крест — символ защиты. Прямой белый крест на полотнище флага роднил его с флагом Ставропольского края, также несущим на своём золотом полотнище изображение белого креста, что подчёркивало краевое значение города Георгиевска. Четыре конца креста показывали на четыре стороны света, отмечая главные направления исторических, культурных и экономических связей с народами Кавказа, значение Георгиевска в подписании Георгиевского трактата — мирного договора России и Грузии.
Сердце креста обременяло полное изображение утверждённого 15 июля 1998 года герба города Георгиевска, который исполнил ещё один победитель конкурса проектов городской символики — Е. Е. Заря. Герб представлял собой щит с золотой каймой. В его верхней части на красном фоне была помещена фигура Святого Георгия Победоносца; в нижней части на бирюзовом фоне располагалась крепостная башня с открытыми воротами на холме.

### Флаг 2009 года
26 июня 2009 года, с целью сохранения исторических традиций города Георгиевска и упорядочения использования официальной городской символики, депутаты городской Думы утвердили новые герб и флаг Георгиевска, разработанные И. Л. Проститовым по заказу руководства округа. Прежние положения о городских символах были признаны утратившими силу.
Согласно принятому в 2009 году положению о флаге, целями учреждения и использования последнего являлись «создание зримого символа целостности территории города Георгиевска; единства и взаимодействия населяющих его граждан, территориальной и исторической преемственности; воспитание гражданственности, патриотизма, уважения к исторической памяти, национальным, культурным и иным традициям жителей города Георгиевска».
После прохождения экспертизы в Геральдическом совете при Президенте РФ флаг города Георгиевска был внесён в Государственный геральдический регистр под номером 5059.
В июле 2016 года группа альпинистов из Георгиевска установила флаг города на восточной стороне самой высокой горной вершины России и Европы — Эльбруса.
С 1 июня 2017 года городской округ Георгиевск и все муниципальные образования Георгиевского района были объединены в Георгиевский городской округ. Cимволами нового округа стали герб и флаг городского округа город Георгиевск.